# REMIT
REMIT – to skrótowa nazwa rozporządzenia Parlamentu Europejskiego i Rady (UE) nr 1227/2011 z dnia 25 października 2011 r. w sprawie integralności i przejrzystości hurtowego rynku energii (ang. Regulation on wholesale Energy Market Integrity and Transparency). W dniu wprowadzenia rozporządzenia rynek energii elektrycznej stał się rynkiem podlegającym ścisłym, restrykcyjnym zasadom publikacji i jawności wszystkich informacji, które mogą mieć wpływ na ceny produktów energetycznych na hurtowym rynku energii, w tym bezwzględnemu zakazowi manipulacji rynkowej.
Rozporządzenie REMIT reguluje m.in. zasady współdziałania państw członkowskich w zakresie monitorowania rynku gazu i energii elektrycznej w celu zapobiegania ewentualnym nadużyciom. Nakłada na uczestników rynku szereg obowiązków w zakresie informacyjno-sprawozdawczym związanych m.in. z zakazem manipulacji na rynku i zakazem wykorzystywania informacji wewnętrznych. Rozporządzenie REMIT przewiduje wyposażenie organów regulacyjnych w uprawnienia związane z prowadzeniem dochodzeń i egzekwowaniem przepisów rozporządzenia, zobowiązując państwa członkowskie do wprowadzenia szczegółowych regulacji w tym zakresie (w terminie do 29 czerwca 2013 r.).